# Est (Burkina Faso)
Est er en af Burkina Fasos 13 regioner. Den blev oprettet den 2. juli 2001, og havde i 2006 et befolkningstal på 1.209.399. Regionshovedstaden er Fada N'gourma. Regionen består af fem provinser: Gnagna, Gourma, Komondjari, Kompienga og Tapoa.